# El Portugués
El Portugués är en ort i Mexiko.   Den ligger i kommunen Navolato och delstaten Sinaloa, i den västra delen av landet, 1 100 km nordväst om huvudstaden Mexico City. El Portugués ligger 7 meter över havet och antalet invånare är 305.
Terrängen runt El Portugués är mycket platt. Runt El Portugués är det ganska tätbefolkat, med 155 invånare per kvadratkilometer. Närmaste större samhälle är Navolato, 12,8 km öster om El Portugués. Omgivningarna runt El Portugués är en mosaik av jordbruksmark och naturlig växtlighet.